# Éliminatoires de la Coupe d'Afrique des nations de football 2019
Navigation
Qualifications CAN 2017 Qualifications CAN 2021
Les qualifications à la Coupe d'Afrique des nations de football 2019 mettent aux prises 51 équipes nationales africaines afin de qualifier 23 formations pour disputer la phase finale, en plus de l'Égypte qualifiée d'office en tant que pays hôte.

## Chapeaux
Le tirage au sort a eu lieu le dimanche 12 février 2017 à Libreville. Les têtes de série sont désignées via un classement CAF (construit d'après les résultats lors des dernières CAN).
En dessous se trouve le classement des 51 sélections qui entrent dans les qualifications :
| Chapeau 1 | Chapeau 2 | Chapeau 3 | Chapeau 4 | Chapeau 5 | Non engagées                                           |
| --- | --- | --- | --- | --- | ------------------------------------------------------ |
| 1. Côte d'Ivoire (63.5 pts) 2. Ghana (56.5 pts) 3. Nigeria (44.5 pts) 4. Algérie (43.5 pts) 5. Tunisie (34.5 pts) 6. Mali (33.5 pts) 7. Burkina Faso (33.5 pts) 8. RD Congo (29.5 pts) 9. Cameroun (29 pts) 10. Zambie (26.5 pts) 11. Cap-Vert (26.5 pts) 12. Sénégal (24 pts) | 1. Gabon (22 pts) 2. Guinée (22 pts) 3. Congo (21.5 pts) 4. Guinée équatoriale (21 pts) 5. Afrique du Sud (20 pts) 6. Maroc (18.5 pts) 7. Égypte (15.5 pts) 8. Éthiopie (15.5 pts) 9. Togo (15.5 pts) 10. Angola (13.5 pts) 11. Ouganda (12 pts) 12. Mozambique (11 pts) | 1. Zimbabwe (10 pts) 2. Libye (10 pts) 3. Botswana (9 pts) 4. Niger (8.5 pts) 5. Bénin (8.5 pts) 6. Guinée-Bissau (8.5 pts) 7. Malawi (8 pts) 8. Soudan (8 pts) 9. Sierra Leone (8 pts) 10. Centrafrique (8 pts) 11. Tanzanie (6.5 pts) 12. Burundi (6.5 pts) | 1. Mauritanie (6 pts) 2. Eswatini (6 pts) 3. Liberia (6 pts) 4. Namibie (5.5 pts) 5. Rwanda (5.5 pts) 6. Lesotho (5 pts) 7. Kenya (4.5 pts) 8. Seychelles (4.5 pts) 9. Gambie (3.5 pts) | 1. Madagascar (2.5 pts) 2. Sao Tomé-et-Principe (2.5 pts) 3. Soudan du Sud (2 pts) 4. Comores (2 pts) 5. Djibouti (2 pts) 6. Maurice (2 pts) | 1. Tchad (0.5 pt) 2. Érythrée (0 pt) 3. Somalie (0 pt) |

## Tour préliminaire
Les six équipes du pot 5 (les six moins bonnes équipes du continent) disputent des matchs aller-retour pour trois places dans le tour suivant.

| Équipe 1             | Résultat | Équipe 2      | Aller | Retour |
| -------------------- | -------- | ------------- | ----- | ------ |
| Sao Tomé-et-Principe | 2 - 4    | Madagascar    | 0 - 1 | 2 - 3  |
| Comores              | 3 - 1    | Maurice       | 2 - 0 | 1 - 1  |
| Djibouti             | 2 - 6    | Soudan du Sud | 2 - 0 | 0 - 6  |

## Tour principal
Les deux premières équipes de chaque groupe se qualifient pour la CAN 2019, sauf pour le groupe J où seule la meilleure équipe (en plus de l'Égypte qualifiée d'office en tant que pays hôte) est qualifiée.

### Groupe A
| Rang | Équipe             | Pts | J | G | N | P | Bp | Bc | Diff |  | Résultats (▼ dom., ► ext.) |     |     |     |     |
| ---- | ------------------ | --- | - | - | - | - | -- | -- | ---- |  | -------------------------- | --- | --- | --- | --- |
| 1    | Sénégal            | 16  | 6 | 5 | 1 | 0 | 12 | 2  | +10  |  | Sénégal                    |     | 2-0 | 3-0 | 3-0 |
| 2    | Madagascar         | 10  | 6 | 3 | 1 | 2 | 8  | 8  | 0    |  | Madagascar                 | 2-2 |     | 1-0 | 1-3 |
| 3    | Guinée équatoriale | 6   | 6 | 2 | 0 | 4 | 5  | 7  | -2   |  | Guinée équatoriale         | 0-1 | 0-1 |     | 1-0 |
| 4    | Soudan             | 3   | 6 | 1 | 0 | 5 | 5  | 13 | -8   |  | Soudan                     | 0-1 | 1-3 | 1-4 |     |

### Groupe B
| Rang | Équipe   | Pts | J | G | N | P | Bp | Bc | Diff |  | Résultats (▼ dom., ► ext.) |     |     |     |     |
| ---- | -------- | --- | - | - | - | - | -- | -- | ---- |  | -------------------------- | --- | --- | --- | --- |
| 1    | Maroc    | 11  | 6 | 3 | 2 | 1 | 8  | 3  | +5   |  | Maroc                      |     | 2-0 | 3-0 | 1-0 |
| 2    | Cameroun | 11  | 6 | 3 | 2 | 1 | 6  | 3  | +3   |  | Cameroun                   | 1-0 |     | 1-0 | 3-0 |
| 3    | Malawi   | 5   | 6 | 1 | 2 | 3 | 2  | 5  | -3   |  | Malawi                     | 0-0 | 0-0 |     | 1-0 |
| 4    | Comores  | 5   | 6 | 1 | 2 | 3 | 4  | 9  | -5   |  | Comores                    | 2-2 | 1-1 | 2-1 |     |

### Groupe C
| Rang | Équipe        | Pts | J | G | N | P | Bp | Bc | Diff |  | Résultats (▼ dom., ► ext.) |     |     |     |     |
| ---- | ------------- | --- | - | - | - | - | -- | -- | ---- |  | -------------------------- | --- | --- | --- | --- |
| 1    | Mali          | 14  | 6 | 4 | 2 | 0 | 10 | 2  | +8   |  | Mali                       |     | 2-1 | 0-0 | 3-0 |
| 2    | Burundi       | 10  | 6 | 2 | 4 | 0 | 11 | 5  | +6   |  | Burundi                    | 1-1 | 1-1 |     | 3-0 |
| 3    | Gabon         | 8   | 6 | 2 | 2 | 2 | 7  | 5  | +2   |  | Gabon                      | 0-1 |     | 1-1 | 3-0 |
| 4    | Soudan du Sud | 0   | 6 | 0 | 0 | 6 | 2  | 18 | -16  |  | Soudan du Sud              | 0-3 | 0-1 | 2-5 |     |

### Groupe D
| Rang | Équipe  | Pts | J | G | N | P | Bp | Bc | Diff |  | Résultats (▼ dom., ► ext.) |     |     |     |     |
| ---- | ------- | --- | - | - | - | - | -- | -- | ---- |  | -------------------------- | --- | --- | --- | --- |
| 1    | Algérie | 11  | 6 | 3 | 2 | 1 | 9  | 4  | +5   |  | Algérie                    |     | 2-0 | 1-1 | 1-0 |
| 2    | Bénin   | 10  | 6 | 3 | 1 | 2 | 5  | 6  | -1   |  | Bénin                      | 1-0 |     | 1-0 | 2-1 |
| 3    | Gambie  | 6   | 6 | 1 | 3 | 2 | 6  | 6  | 0    |  | Gambie                     | 1-1 | 3-1 |     | 0-1 |
| 4    | Togo    | 5   | 6 | 1 | 2 | 3 | 4  | 8  | -4   |  | Togo                       | 1-4 | 0-0 | 1-1 |     |

### Groupe E
| Rang | Équipe         | Pts | J | G | N | P | Bp | Bc | Diff |  | Résultats (▼ dom., ► ext.) |     |     |     |     |
| ---- | -------------- | --- | - | - | - | - | -- | -- | ---- |  | -------------------------- | --- | --- | --- | --- |
| 1    | Nigeria        | 13  | 6 | 4 | 1 | 1 | 14 | 6  | +8   |  | Nigeria                    |     | 0-2 | 4-0 | 3-1 |
| 2    | Afrique du Sud | 12  | 6 | 3 | 3 | 0 | 11 | 2  | +9   |  | Afrique du Sud             | 1-1 |     | 0-0 | 6-0 |
| 3    | Libye          | 7   | 6 | 2 | 1 | 3 | 16 | 11 | +5   |  | Libye                      | 2-3 | 1-2 |     | 5-1 |
| 4    | Seychelles     | 1   | 6 | 0 | 1 | 5 | 3  | 25 | -22  |  | Seychelles                 | 0-3 | 0-0 | 1-8 |     |

### Groupe F
| Rang | Équipe       | Pts | J            | G | N | P | Bp | Bc | Diff |  | Résultats (▼ dom., ► ext.) |     |     |     |  |
| ---- | ------------ | --- | ------------ | - | - | - | -- | -- | ---- |  | -------------------------- | --- | --- | --- |  |
| 1    | Ghana        | 9   | 4            | 3 | 0 | 1 | 8  | 1  | +7   |  | Ghana                      |     | 1-0 | 5-0 |  |
| 2    | Kenya        | 7   | 4            | 2 | 1 | 1 | 4  | 1  | +3   |  | Kenya                      | 1-0 |     | 3-0 |  |
| 3    | Éthiopie     | 1   | 4            | 0 | 1 | 3 | 0  | 10 | -10  |  | Éthiopie                   | 0-2 | 0-0 |     |  |
| DSQ  | Sierra Leone |     | disqualifié, |   |   |   |    |    |      |  | Sierra Leone               |     |     |     |  |

### Groupe G
| Rang | Équipe   | Pts | J | G | N | P | Bp | Bc | Diff |  | Résultats (▼ dom., ► ext.) |     |     |     |     |
| ---- | -------- | --- | - | - | - | - | -- | -- | ---- |  | -------------------------- | --- | --- | --- | --- |
| 1    | Zimbabwe | 11  | 6 | 3 | 2 | 1 | 9  | 4  | +5   |  | Zimbabwe                   |     | 1-1 | 2-0 | 3-0 |
| 2    | RD Congo | 9   | 6 | 2 | 3 | 1 | 8  | 6  | +2   |  | RD Congo                   | 1-2 |     | 3-1 | 1-0 |
| 3    | Liberia  | 7   | 6 | 2 | 1 | 3 | 5  | 9  | -4   |  | Liberia                    | 1-0 | 1-1 | 2-1 |     |
| 4    | Congo    | 5   | 6 | 1 | 2 | 3 | 7  | 10 | -3   |  | Congo                      | 1-1 | 1-1 |     | 3-1 |

### Groupe H
| Rang | Équipe        | Pts | J | G | N | P | Bp | Bc | Diff |  | Résultats (▼ dom., ► ext.) |     |     |     |     |
| ---- | ------------- | --- | - | - | - | - | -- | -- | ---- |  | -------------------------- | --- | --- | --- | --- |
| 1    | Guinée        | 12  | 6 | 3 | 3 | 0 | 8  | 4  | +4   |  | Guinée                     |     | 1-1 | 1-0 | 2-0 |
| 2    | Côte d'Ivoire | 11  | 6 | 3 | 2 | 1 | 9  | 5  | +4   |  | Côte d'Ivoire              | 2-3 |     | 4-0 | 3-0 |
| 3    | Centrafrique  | 6   | 6 | 1 | 3 | 2 | 4  | 8  | -4   |  | Centrafrique               | 0-0 | 0-0 |     | 2-1 |
| 4    | Rwanda        | 2   | 6 | 0 | 2 | 4 | 5  | 9  | -4   |  | Rwanda                     | 1-1 | 1-2 | 2-2 |     |

### Groupe I
| Rang | Équipe       | Pts | J | G | N | P | Bp | Bc | Diff |  | Résultats (▼ dom., ► ext.) |     |     |     |     |
| ---- | ------------ | --- | - | - | - | - | -- | -- | ---- |  | -------------------------- | --- | --- | --- | --- |
| 1    | Angola       | 12  | 6 | 4 | 0 | 2 | 9  | 6  | +3   |  | Angola                     |     | 4-1 | 2-1 | 1-0 |
| 2    | Mauritanie   | 12  | 6 | 4 | 0 | 2 | 7  | 6  | +1   |  | Mauritanie                 | 1-0 |     | 2-0 | 2-1 |
| 3    | Burkina Faso | 10  | 6 | 3 | 1 | 2 | 8  | 5  | +3   |  | Burkina Faso               | 3-1 | 1-0 |     | 3-0 |
| 4    | Botswana     | 1   | 6 | 0 | 1 | 5 | 1  | 8  | -7   |  | Botswana                   | 0-1 | 0-1 | 0-0 |     |

### Groupe J
L'Égypte est qualifiée d'office en tant que pays hôte de la compétition. 
| Rang | Équipe   | Pts | J | G | N | P | Bp | Bc | Diff |  | Résultats (▼ dom., ► ext.) |     |     |     |     |
| ---- | -------- | --- | - | - | - | - | -- | -- | ---- |  | -------------------------- | --- | --- | --- | --- |
| 1    | Tunisie  | 15  | 6 | 5 | 0 | 1 | 12 | 4  | +8   |  | Tunisie                    | 1-0 |     | 4-0 | 1-0 |
| 2    | Égypte   | 13  | 6 | 4 | 1 | 1 | 15 | 4  | +11  |  | Égypte                     |     | 3-2 | 4-1 | 6-0 |
| 3    | Niger    | 5   | 6 | 1 | 2 | 3 | 3  | 10 | -7   |  | Niger                      | 1-1 | 1-2 | 0-0 |     |
| 4    | Eswatini | 1   | 6 | 0 | 1 | 5 | 2  | 14 | -12  |  | Eswatini                   | 0-2 | 0-2 |     | 1-2 |

### Groupe K
| Rang | Équipe        | Pts | J | G | N | P | Bp | Bc | Diff |  | Résultats (▼ dom., ► ext.) |     |     |     |     |
| ---- | ------------- | --- | - | - | - | - | -- | -- | ---- |  | -------------------------- | --- | --- | --- | --- |
| 1    | Guinée-Bissau | 9   | 6 | 2 | 3 | 1 | 8  | 7  | +1   |  | Guinée-Bissau              |     | 1-0 | 2-2 | 2-1 |
| 2    | Namibie       | 8   | 6 | 2 | 2 | 2 | 5  | 7  | -2   |  | Namibie                    | 0-0 |     | 1-0 | 1-1 |
| 3    | Mozambique    | 8   | 6 | 2 | 2 | 2 | 7  | 7  | 0    |  | Mozambique                 | 2-2 | 1-2 |     | 1-0 |
| 4    | Zambie        | 7   | 6 | 2 | 1 | 3 | 8  | 7  | +1   |  | Zambie                     | 2-1 | 4-1 | 0-1 |     |

### Groupe L
| Rang | Équipe   | Pts | J | G | N | P | Bp | Bc | Diff |  | Résultats (▼ dom., ► ext.) |     |     |     |     |
| ---- | -------- | --- | - | - | - | - | -- | -- | ---- |  | -------------------------- | --- | --- | --- | --- |
| 1    | Ouganda  | 13  | 6 | 4 | 1 | 1 | 7  | 3  | +4   |  | Ouganda                    |     | 0-0 | 1-0 | 3-0 |
| 2    | Tanzanie | 8   | 6 | 2 | 2 | 2 | 6  | 5  | +1   |  | Tanzanie                   | 3-0 |     | 2-0 | 1-1 |
| 3    | Lesotho  | 6   | 6 | 1 | 3 | 2 | 3  | 7  | -4   |  | Lesotho                    | 0-2 | 1-0 | 1-1 |     |
| 4    | Cap-Vert | 5   | 6 | 1 | 2 | 3 | 4  | 5  | -1   |  | Cap-Vert                   | 0-1 | 3-0 |     | 0-0 |

## Qualifiés

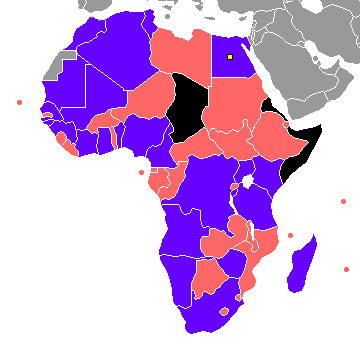
Qualifié
Eliminé
Forfait ou suspendu

| Équipe         | Position                           | Date de qualification | Participation | Meilleur résultat                                      |
| -------------- | ---------------------------------- | --------------------- | ------------- | ------------------------------------------------------ |
| Égypte         | 2e du groupe J + pays organisateur | 16 octobre 2018       | 24e           | Vainqueur (1957, 1959, 1986, 1998, 2006, 2008, 2010) - |
| Tunisie        | 1re du groupe J                    | 16 octobre 2018       | 19e           | Vainqueur (2004)                                       |
| Madagascar     | 2e du groupe A                     | 16 octobre 2018       | 1er           | /                                                      |
| Sénégal        | 1re du groupe A                    | 16 octobre 2018       | 15e           | Finaliste (2002)                                       |
| Maroc          | 1re du groupe B                    | 16 novembre 2018      | 17e           | Vainqueur (1976)                                       |
| Mali           | 1re du groupe C                    | 17 novembre 2018      | 11e           | Finaliste (1972)                                       |
| Ouganda        | 1re du groupe L                    | 17 novembre 2018      | 7e            | Finaliste (1972)                                       |
| Nigeria        | 1re du groupe E                    | 17 novembre 2018      | 18e           | Vainqueur (1980, 1994, 2013)                           |
| Algérie        | 1er du groupe D                    | 18 novembre 2018      | 18e           | Vainqueur (1990)                                       |
| Mauritanie     | 2e du groupe I                     | 18 novembre 2018      | 1er           | /                                                      |
| Guinée         | 1re du groupe H                    | 18 novembre 2018      | 12e           | Finaliste (1976)                                       |
| Côte d'Ivoire  | 2e du groupe H                     | 18 novembre 2018      | 23e           | Vainqueur (1992, 2015)                                 |
| Ghana          | 1re du groupe F                    | 30 novembre 2018      | 22e           | Vainqueur (1963, 1965, 1978, 1982)                     |
| Kenya          | 2e du groupe F                     | 30 novembre 2018      | 6e            | Premier tour (1972, 1988, 1990, 1992, 2004)            |
| Angola         | 1re du groupe I                    | 22 mars 2019          | 8e            | Quarts de finale (2008, 2010)                          |
| Burundi        | 2e du groupe C                     | 23 mars 2019          | 1re           | /                                                      |
| Cameroun       | 2e du groupe B                     | 23 mars 2019          | 19e           | Vainqueur (1984, 1988, 2000, 2002, 2017)               |
| Guinée-Bissau  | 1re du groupe K                    | 23 mars 2019          | 2e            | Premier tour (2017)                                    |
| Namibie        | 2e du groupe K                     | 23 mars 2019          | 3e            | Premier tour (1998, 2008)                              |
| Zimbabwe       | 1re du groupe G                    | 24 mars 2019          | 4e            | Premier tour (2004, 2006, 2017)                        |
| RD Congo       | 2e du groupe G                     | 24 mars 2019          | 19e           | Vainqueur (1968, 1974)                                 |
| Bénin          | 2e du groupe D                     | 24 mars 2019          | 4e            | Premier tour (2004, 2008, 2010)                        |
| Tanzanie       | 2e du groupe L                     | 24 mars 2019          | 2e            | Premier tour (1980)                                    |
| Afrique du Sud | 2e du groupe E                     | 24 mars 2019          | 8e            | Vainqueur (1996)                                       |